# Agence de presse du Moyen-Orient
Pour les articles homonymes, voir Mena.
L'Agence de presse du Moyen-Orient (Middle East News Agency, MENA) est une agence de presse officielle égyptienne.
Fondée en 1955 par un décret présidentiel de Nasser, elle emploie dans les années 2010 400 journalistes, reporters et rédacteurs.
Depuis 1996, elle diffuses quotidiennement des bulletins sur satellites, dont 2 sont spécialisés sur le Moyen-Orient et les pays arabes, un sur l'économie, et deux bulletins en langues étrangères (français et anglais).
L'équipe de rédaction est dirigée par un bureau de 16 rédacteurs. Elle est divisée en six sections: nouvelles, publications, bulletins, bureaux à l'étranger, économie, photojournalisme.

## Polémique de 2012
En 2012, dans le contexte d'une reprise en main du pouvoir par l'armée, l'agence est accusée de favoriser le camp des militaires, contre celui des révolutionnaires ou des islamistes. Le journaliste Raja al-Marghany est licencié après avoir repris des appels à des manifestations contre Ahmed Chafiq et le camp militaire, et dénonce le manque d'objectivité de l'agence.
Le 20 juin 2012, alors que les Frères musulmans se mobilisent de peur de se faire voler la victoire de l'élection présidentielle, l'agence, qui avait annoncé à de multiples reprises des attaques cardiaques chez le président déchu et condamné Hosni Moubarak dans des circonstances similaires, annonce la « mort clinique » de ce dernier. L'information est aussitôt reprise par la presse mondiale, mais est impossible à confirmer ; un des rédacteurs de l'agence, Mahmoud al-Shenawy, interrogé par la BBC, reconnaît que la nouvelle provient d'un contact anonyme invérifiable, et a été publiée par décision du rédacteur en chef.